# Engelbrektskyrkan

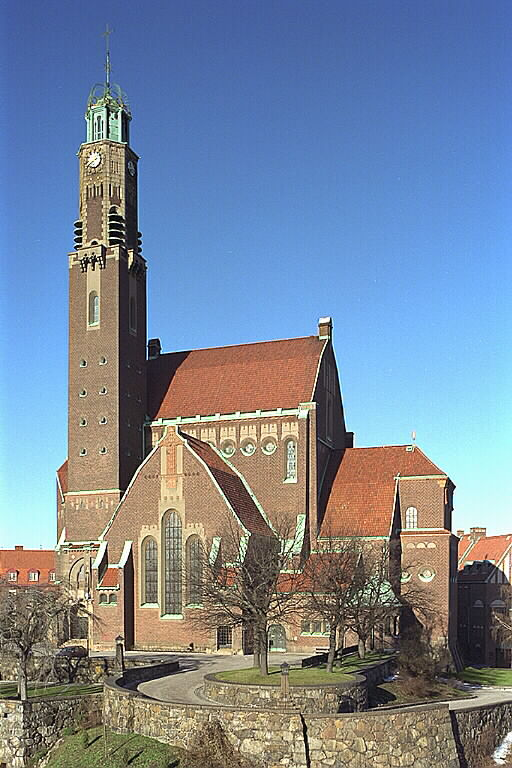
Engelbrektskyrkan (Stockholm)

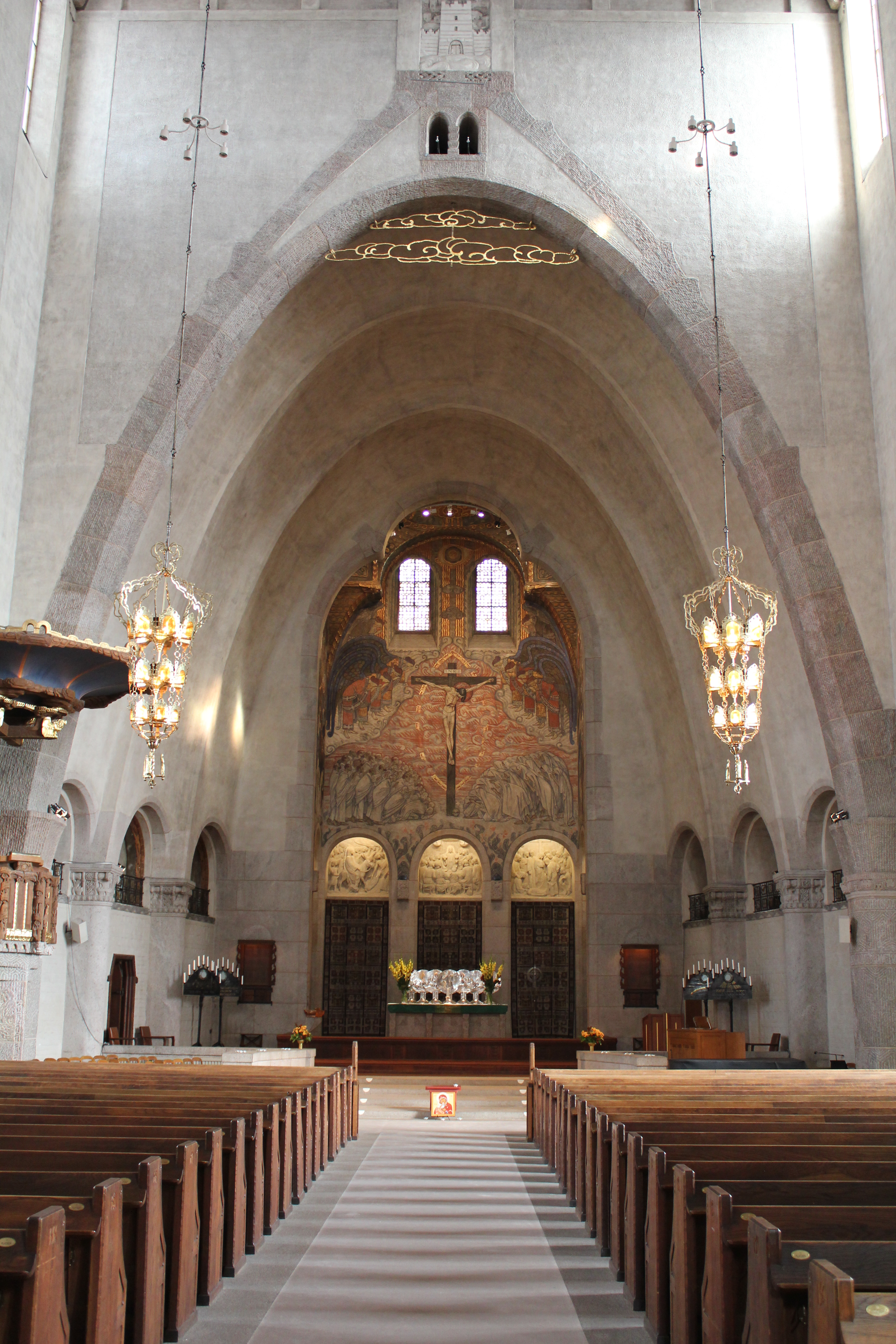
Innenansicht

Die evangelisch-lutherische Engelbrektskyrkan (deutsch Engelbrechtskirche) ist die Kirche der Engelbrektsgemeinde im Bistum Stockholm. Sie befindet sich auf dem alten Mühlenhügel in Lärkstaden auf Östermalm. Das Kirchengebäude mit dem Gemeindehaus dominiert das gesamte Korsnäbben-Quartier. Die Kirche gilt als das bedeutendste Werk des Architekten Lars Israel Wahlman und als eines der wichtigsten Gebäude des schwedischen Jugendstils und der Nationalromantik. Benannt ist sie nach dem schwedischen Nationalhelden Engelbrekt Engelbrektsson.

## Architektur
Im Dezember 1905 wurde ein Architekturwettbewerb für den Kirchenneubau ausgeschrieben, und im Mai 1906 erhielt Lars Israel Wahlman den ersten Preis für seinen Entwurf, der den Namen Eine Blume mit einem Zweig trug. Der Grundstein wurde zu Pfingsten 1910 gelegt, und die Kirche wurde am 25. Januar 1914 eingeweiht. Die Mischung aus Jugendstil und Nationalromantik ist am ehesten mit der Uppenbarelsekyrkan in Saltsjöbaden vergleichbar, die im Jahr zuvor fertig gestellt wurde. Wahlman ist auch für die Gestaltung eines Großteils der Kirchenausstattung wie Altarschmuck, Taufbecken, Kirchensilber und Textilien verantwortlich. Olle Hjortzberg malte das Altarbild und entwarf die Wandgestaltung in der Taufkapelle. Tore Strindberg schuf Stuckreliefs und Filip Månsson die Fresken.
Das Gewölbe, das höchste in Skandinavien, ist 32 Meter hoch und ruht auf acht Pfeilern, die Inschriften der acht Seligpreisungen der Bergpredigt tragen. Die eindrucksvolle Raumwirkung des Backsteinbauwerks ähnlich einer Basilika wird durch Parabelbögen erreicht.
Die Kirche bietet Platz für etwa 1 400 Personen. Eine Kapelle an der Südseite wird für kleinere Gottesdienste genutzt.
Die Höhe des Turms beträgt 65 Meter über dem obersten Bodenplateau und 99 Meter über der Schwelle der Nils-Eriksons-Schleuse in Stockholm. Der Abschluss, eine goldene Brautkrone, symbolisiert die Gemeinde als Braut Christi.

## Ausstattung
- Nördlich des Altarraums befindet sich die Kanzel auf einem Granitfundament. Die Kanzel mit Korb und Schalldeckel besteht aus geräuchertem Eichenholz.
- Hinter dem Altar stehen sieben große silberne Schilde auf einem Sockel. Das zentrale Schild zeigt ein Christus-Motiv. Die Silberschilde wurden von Olga Lanner entworfen und hergestellt.
- In einer Taufkapelle südlich des Chors steht ein achteckiges Taufbecken aus Granit. Das Taufbecken enthält eine große Taufschale aus Silber, Messing und Edelsteinen.

## Kolumbarium
Ein von Åke Tengelin entworfenes und 1961 eingeweihtes Kolumbarium befindet sich im Fels unter der Kirche. Das Kolumbarium ist in einem ehemaligen Bunker untergebracht.

## Orgeln

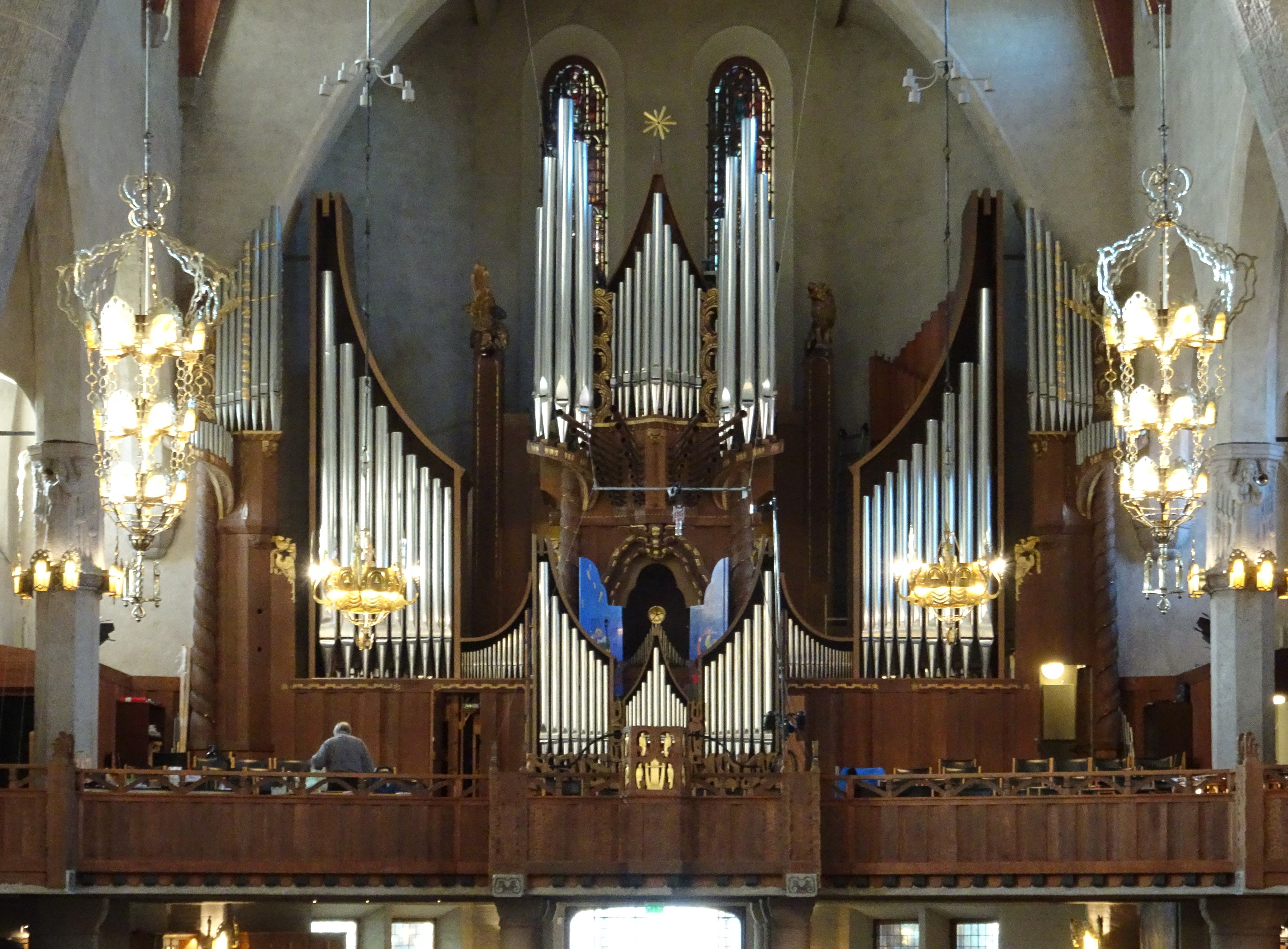
Orgelprospekt mit Rückpositiv

Im Jahr 1914 baute die Firma E. A. Setterquist & Son aus Örebro eine Orgel mit 43 Registern auf drei Manualen und Pedal ein. Die Orgel wurde 1929 von Åkerman & Lund erweitert und umgebaut und hatte danach 95 Register auf vier Manualen und Pedal.
Die heutige Orgel wurde 1964 von Grönlunds Orgelbyggeri AB, Gammelstad, gebaut und ist ihr bedeutendstes Werk. Die Orgel ist mechanisch; nur das Manual V ist elektrisch. Sie umfasst 86 Register und ist eine der größten Kirchenorgeln des Landes. Es gibt auch ein Absperrventil für Groß- und Kleinpedal. Für den heutigen Prospekt wurden Teile des früheren Prospekts verwendet.
Zahlreiche Musikaufnahmen (darunter Werke von Oskar Lindberg, Francis Poulenc und Zoltán Kodály) wurden in dieser Kirche durchgeführt.
| I Ryggpositiv C–g3 |       |
| Principal          | 8′    |
| Gedackt            | 8′    |
| Quintadena         | 8′    |
| Oktava             | 4′    |
| Koppelflöjt        | 4′    |
| Oktava             | 2′    |
| Sifflöjt           | 1 ⁄3′ |
| Sesquialtera II    |       |
| Scharf IV–V        |       |
| Krumhorn           | 16′   |
| Rörskalmeja        | 8′    |
| Tremulant          |       |

| II Huvudverk C–g3 |       |
| Principal         | 16′   |
| Principal         | 8′    |
| Rörflöjt          | 8′    |
| Oktava            | 4′    |
| Gemshorn          | 4′    |
| Quinta            | 2 ⁄3′ |
| Oktava            | 2′    |
| Flachflöjt        | 2′    |
| Rauschquint III   |       |
| Mixtur VI         |       |
| Cymbel III        |       |
| Trumpet           | 16′   |
| Trumpet           | 8′    |

| III Svällverk C–g3   |        |
| Gedackt              | 16′    |
| Principal            | 8′     |
| Spetsflöjt           | 8′     |
| Gamba                | 8′     |
| Rörquint             | 5 1⁄3′ |
| Oktava               | 4′     |
| Traversflöjt         | 4′     |
| Gedacktflöjt         | 4′     |
| Svegel               | 2′     |
| Ters                 | 1 3⁄5′ |
| Waldflöjt            | 1′     |
| Cornett III          |        |
| Mixtur V–VI          |        |
| Cymbel III           |        |
| Fagott               | 16′    |
| Trompette harmonique | 8′     |
| Oboe                 | 8′     |
| Clairon              | 4′     |
| Tremulant            |        |
| Crescendoschweller   |        |

| IV Bröstverk C–g3 |       |
| Trägedackt        | 8′    |
| Principal         | 4′    |
| Rörflöjt          | 4′    |
| Oktava            | 2′    |
| Blockflöjt        | 2′    |
| Quinta            | 1 ⁄3′ |
| Oktava            | 1′    |
| Cymbel II         |       |
| Rankett           | 16′   |
| Dulcian           | 8′    |
| Regal             | 4′    |
| Tremulant         |       |

| V Korverk C–g3   |       |
| Gedackt          | 8′    |
| Salicional       | 8′    |
| Rörflöjt         | 4′    |
| Quintadena       | 4′    |
| Principal        | 2′    |
| Nasat            | 1 ⁄3′ |
|                  |       |
| V Fjärrverk C–g3 |       |
| Principal        | 8′    |
| Dubbelflöjt      | 8′    |
| Voix Celeste     | 8′    |
| Principal        | 4′    |
| Hohlflöjt        | 4′    |
| Quinta           | 2 ⁄3′ |
| Piccolo          | 2′    |
| Oktava           | 1′    |
| Mixtur IV–VI     |       |
| Tremulant        |       |

| Pedal C–g1     |         |
| Principal      | 16′     |
| Subbas         | 16′     |
| Quinta         | 10 2⁄3′ |
| Oktava         | 8′      |
| Gedackt        | 8′      |
| Oktava         | 4′      |
| Flöjt          | 4′      |
| Nachthorn      | 2′      |
| Rörflöjt       | 1′      |
| Rauschquint IV |         |
| Mixtur VII     |         |
| Kontrafagott   | 32′     |
| Basun          | 16′     |
| Dulcian        | 16′     |
| Trumpet        | 8′      |
| Zink           | 4′      |
| Cornet         | 2′      |

- Koppeln: I/II, III/II, IV/II, I/P, II/P, III/P, IV/P

Die Chororgel ist ein Werk aus dem Jahr 1962 der Firma Marcussen & Søn aus Aabenraa und hat 17 Register auf zwei Manualen und Pedal. In der Seitenkapelle steht eine einmanualige Orgel der Firma Akerman & Lund aus dem Jahr 1955 mit fünf Registern und angehängtem Pedal.

## Äußeres

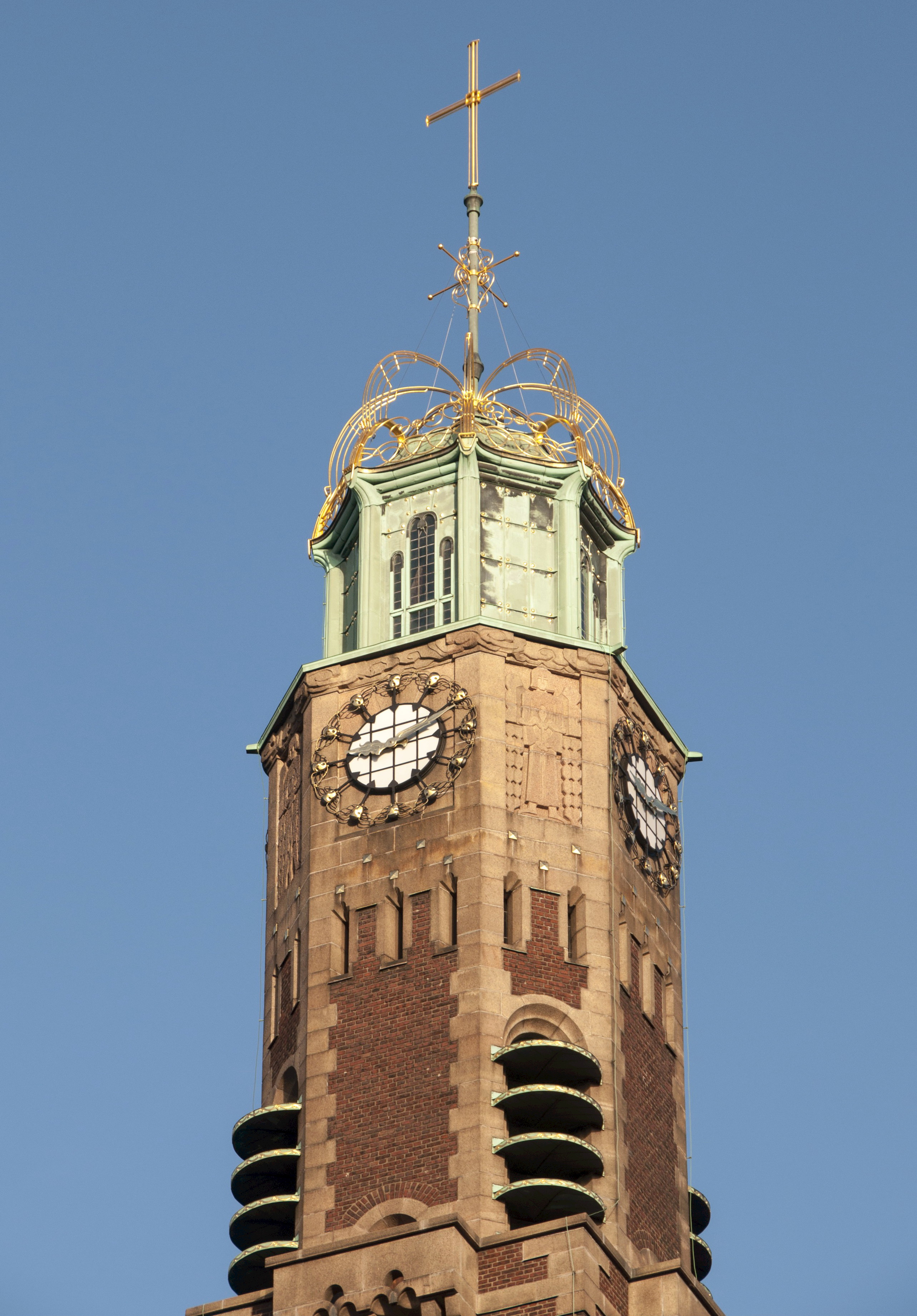
Turmspitze
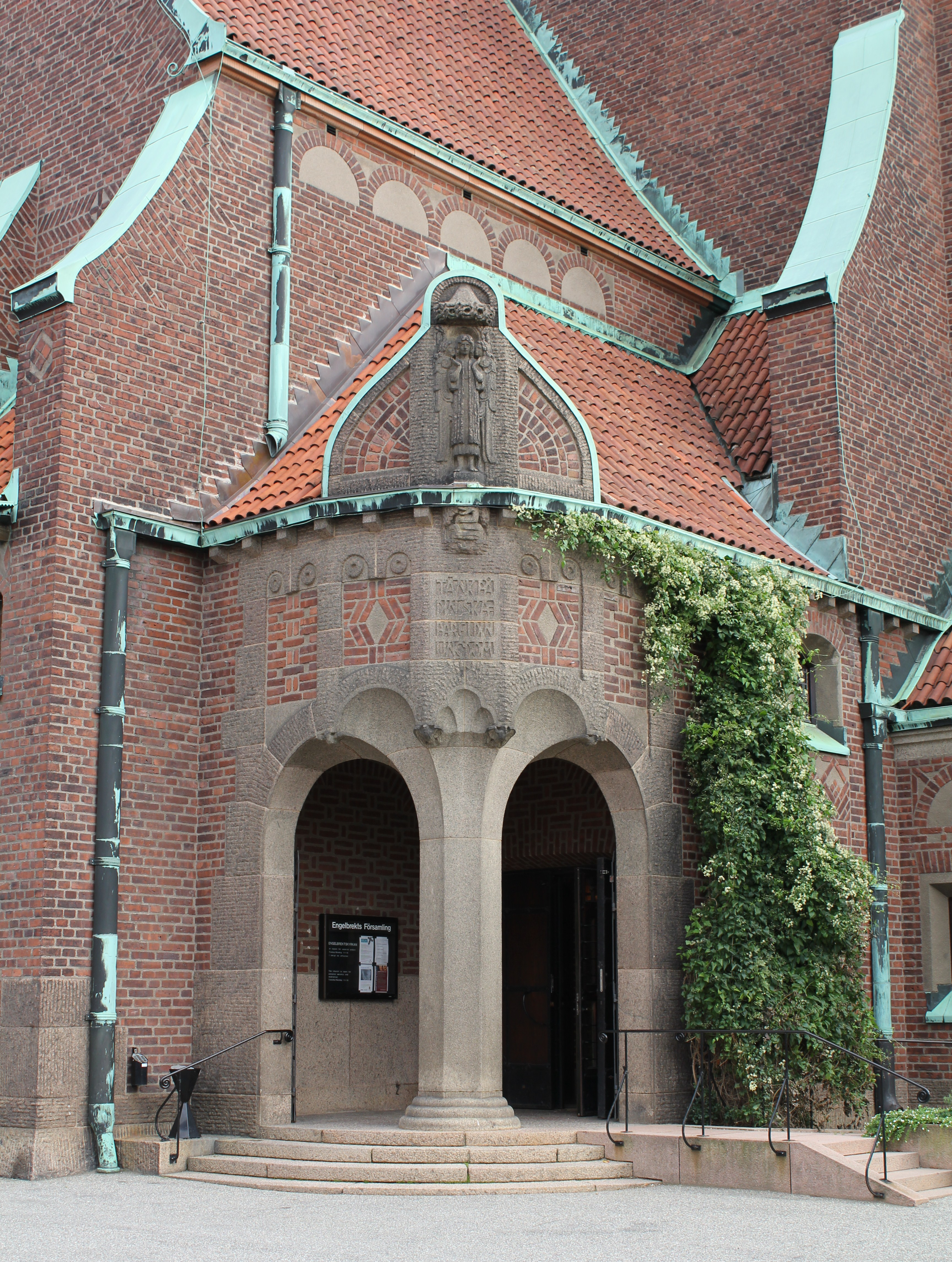
Eingang
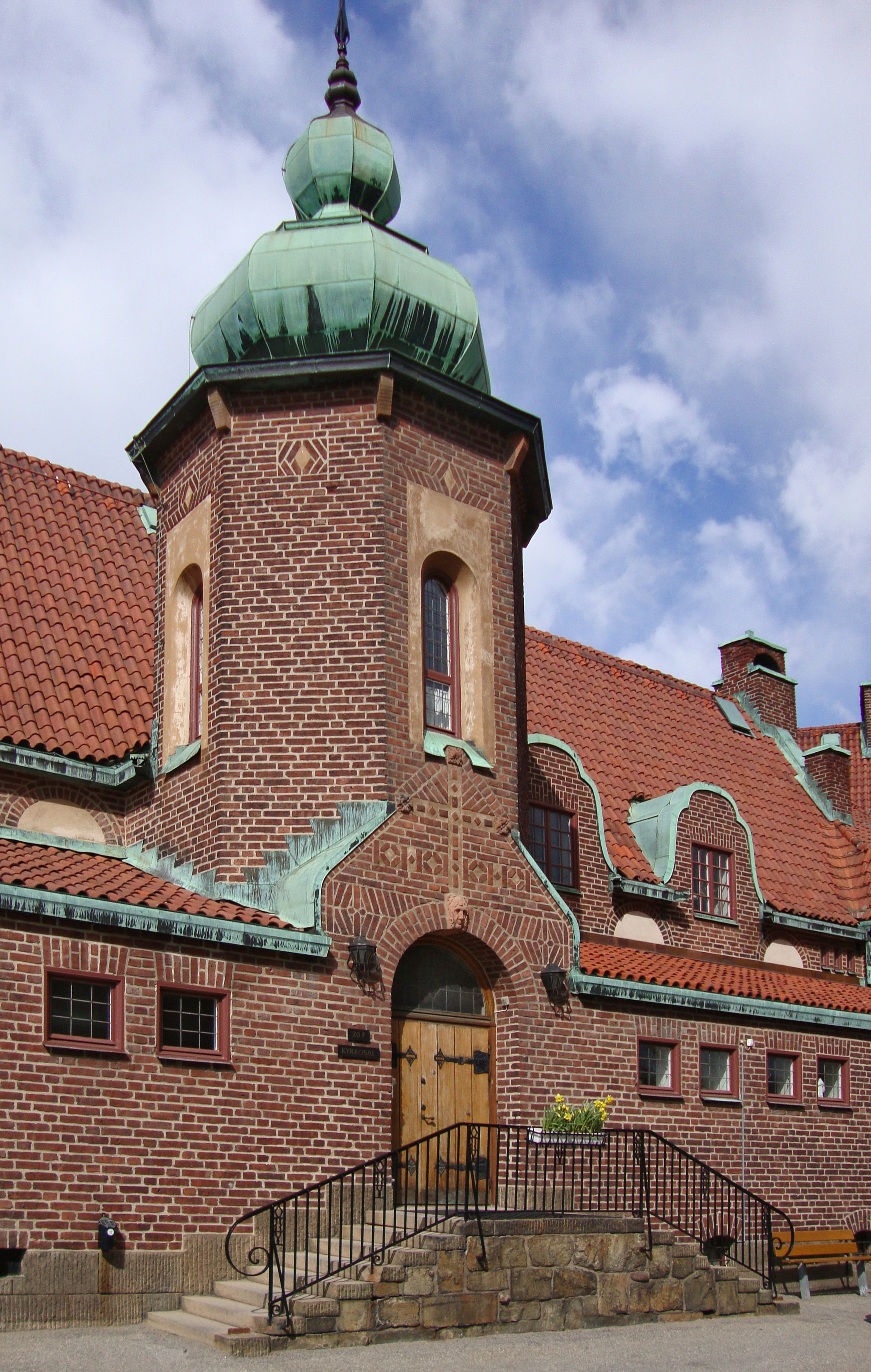
Gemeinderaum
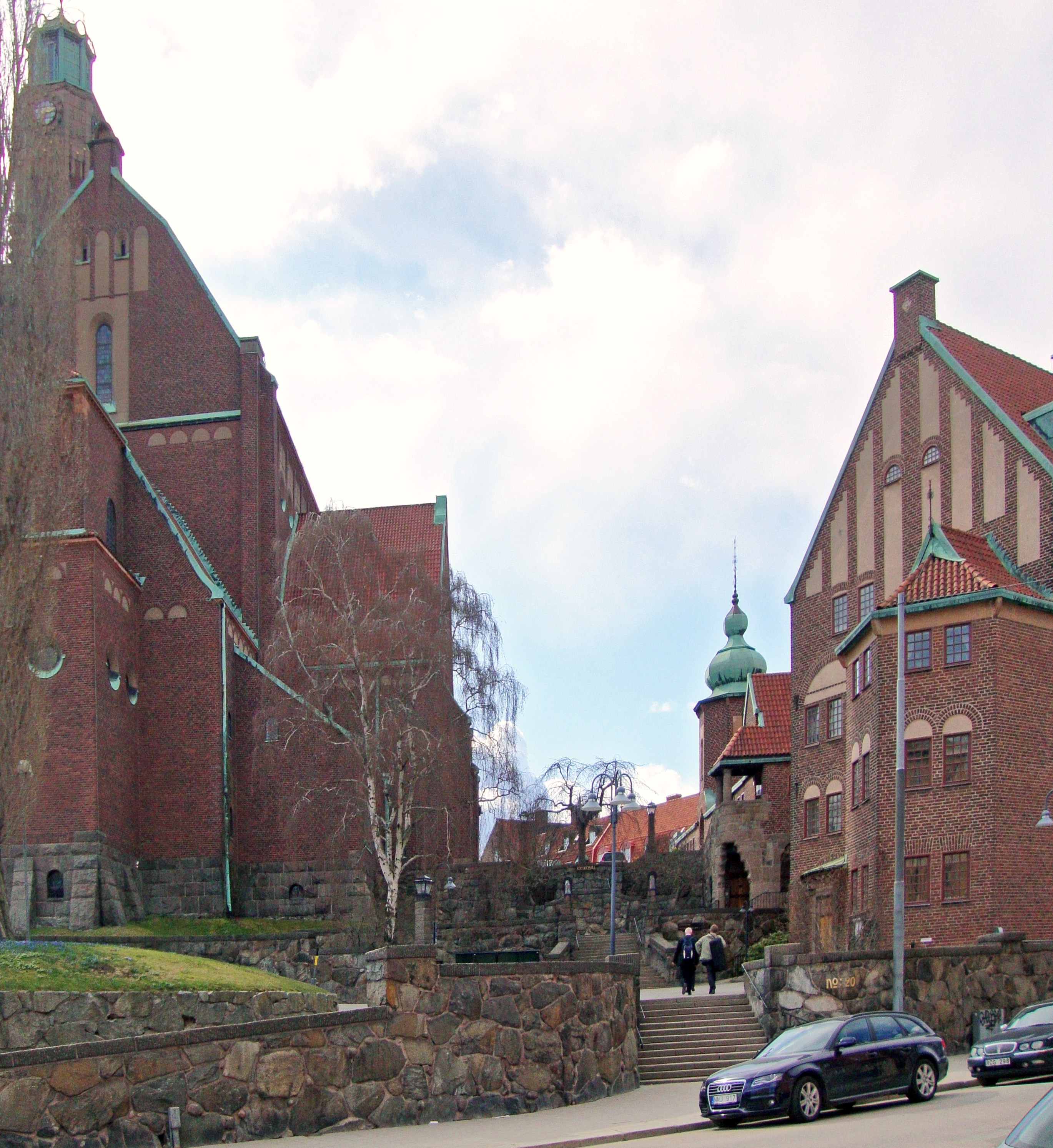
Treppe zur Kirche

## Inneres

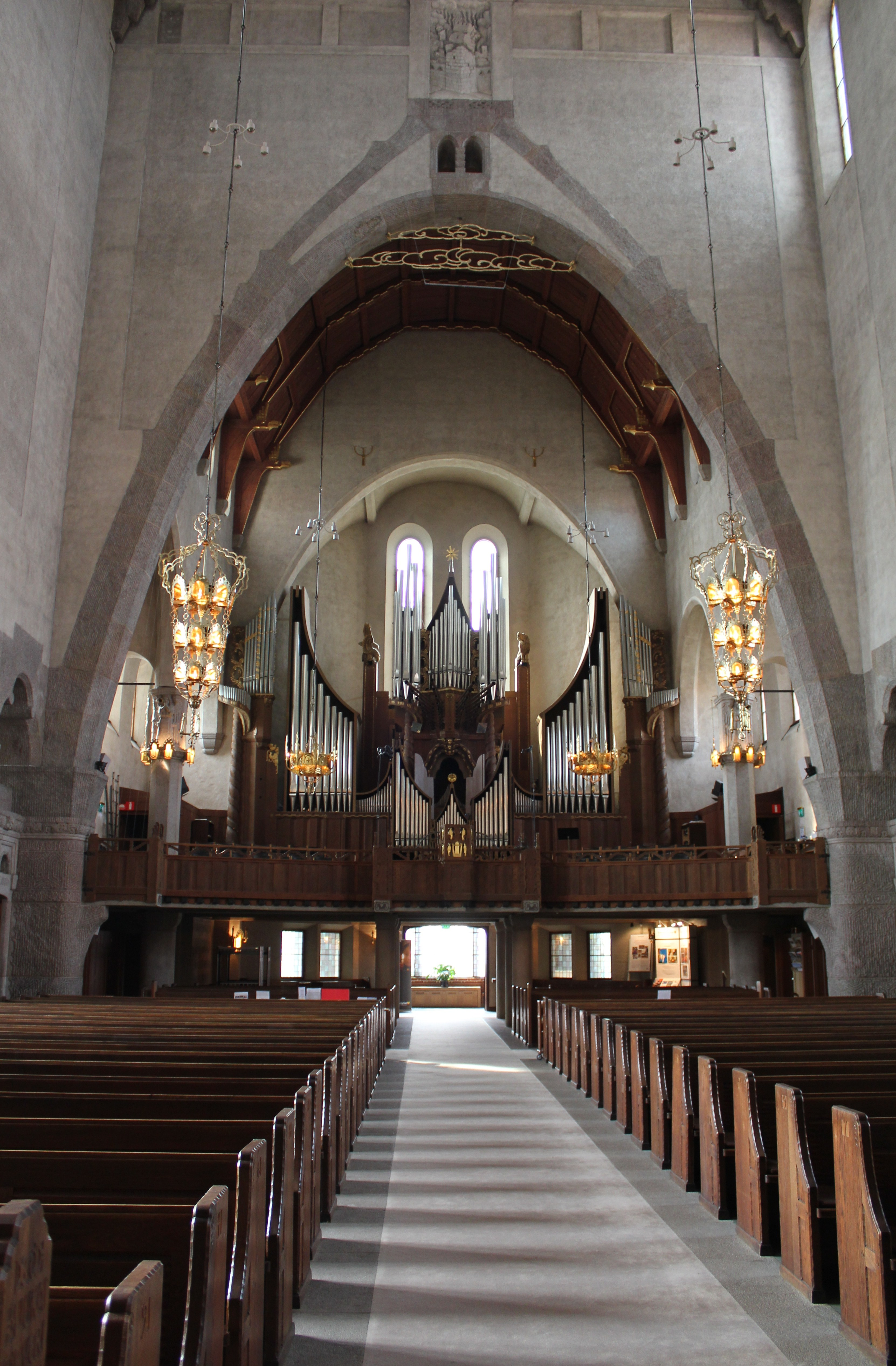
Orgel
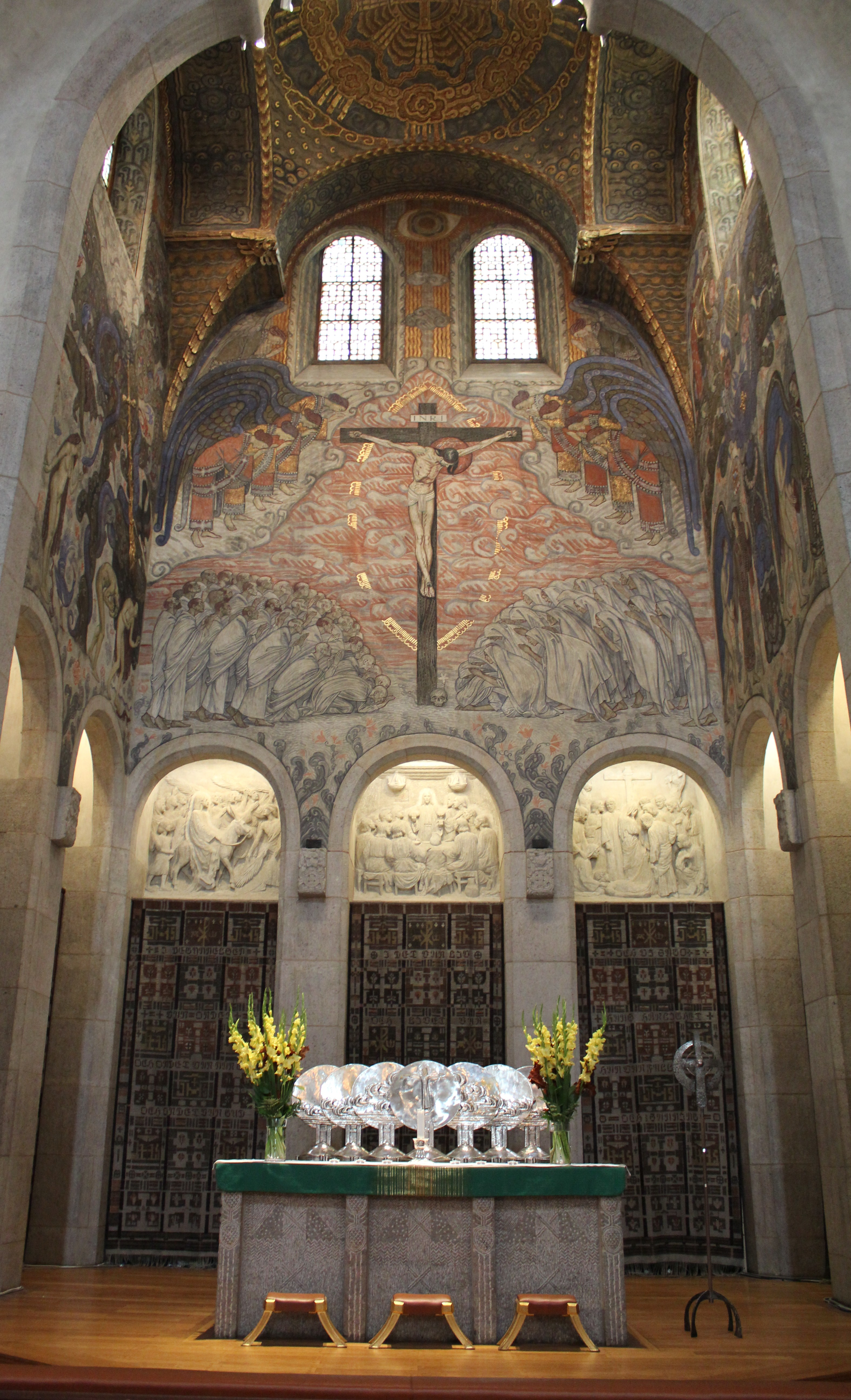
Altar
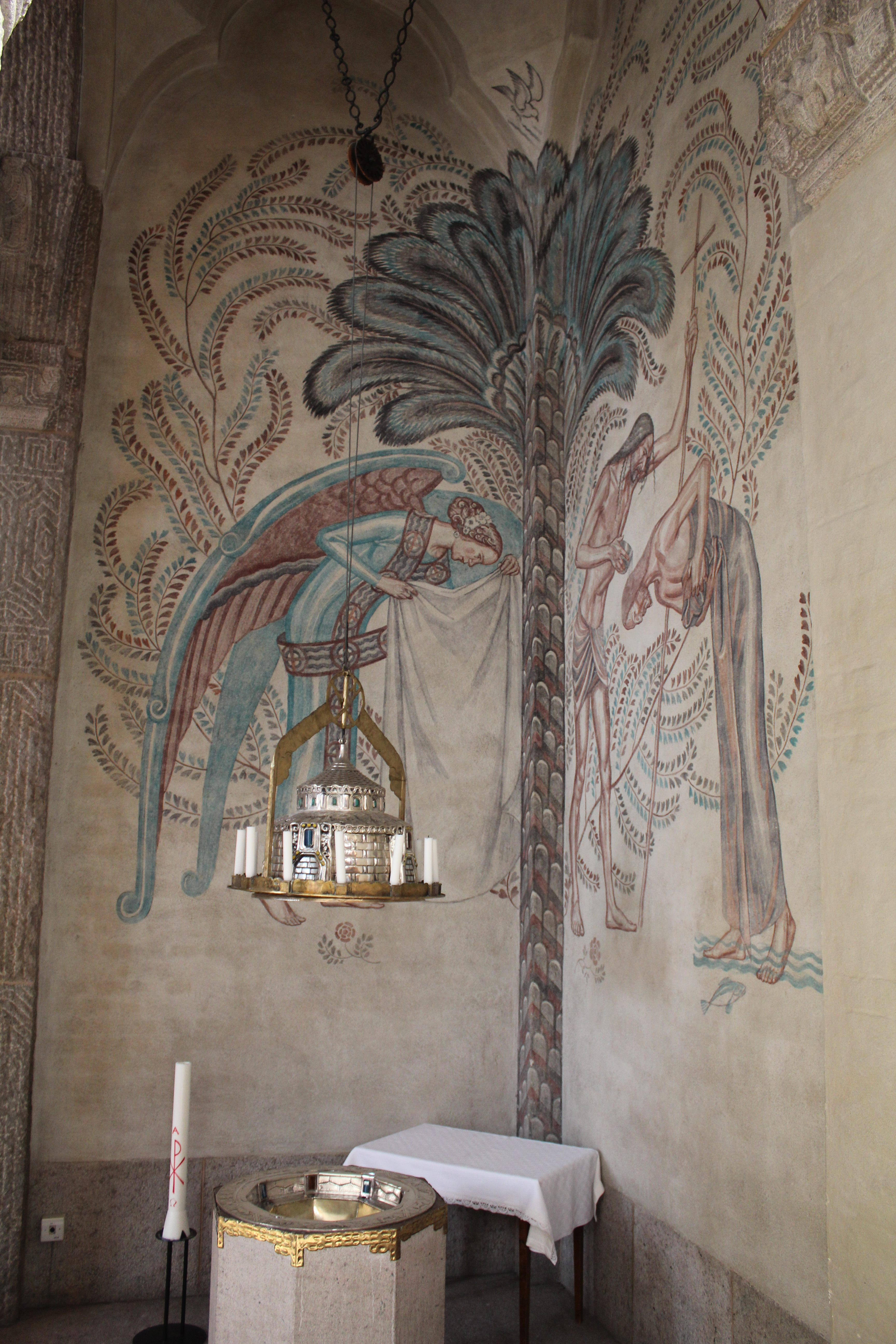
Taufbecken
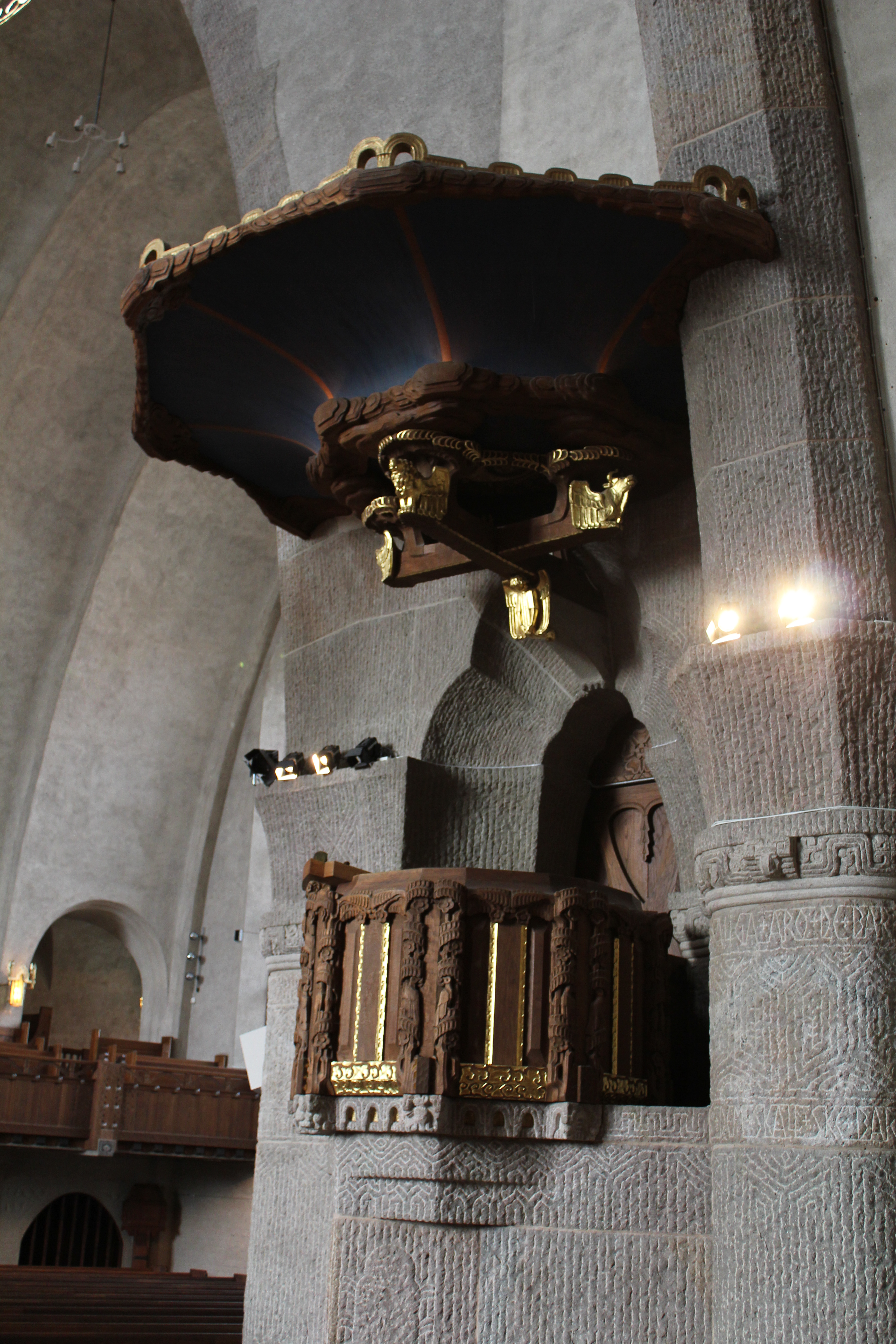
Kanzel